# Fußball-Brandenburgliga 2018/19
Die Brandenburgliga 2018/19 war die 29. Spielzeit und die elfte als sechsthöchste Spielklasse im Fußball der Männer. Sie begann am 24. August 2018 mit dem Spiel SG Union Klosterfelde gegen den FV Preussen Eberswalde und endete am 22. Juni 2019 mit dem 30. Spieltag. 
Der SV Victoria Seelow wurde in dieser Saison zum ersten Mal Landesmeister in Brandenburg und stieg damit in die Fußball-Oberliga Nordost auf. Der Märkischer SV 1919 Neuruppin errang, mit 3 Punkten Rückstand, die Vizemeisterschaft. Zur Winterpause führte TSG Einheit Bernau nach der Hinrunde die Tabelle der Brandenburgliga an und errang damit den inoffiziellen Titel des Herbstmeisters. 
Als Absteiger standen nach dem 30. Spieltag der BSC Preußen 07 Blankenfelde-Mahlow und der SV Grün-Weiß Brieselang fest und mussten in die Landesliga absteigen.

## Teilnehmer
An der Spielzeit 2018/19 nahmen insgesamt 16 Vereine teil.
| ▼Absteiger aus der Oberliga Nordost 2017/18 | ▼Absteiger aus der Oberliga Nordost 2017/18 | ▼Absteiger aus der Oberliga Nordost 2017/18 |
| ------------------------------------------- | ------------------------------------------- | ------------------------------------------- |
| SV Victoria Seelow                          | 1. FC Frankfurt                             | SV Grün-Weiß Brieselang                     |

| Mannschaften der Brandenburgliga 2017/18 | Mannschaften der Brandenburgliga 2017/18 | Mannschaften der Brandenburgliga 2017/18 |
| ---------------------------------------- | ---------------------------------------- | ---------------------------------------- |
| TuS 1896 Sachsenhausen                   | TSG Einheit Bernau                       | Märkischer SV 1919 Neuruppin             |
| FSV Bernau                               | SV Grün-Weiß Lübben                      | Oranienburger FC Eintracht 1901          |
| FV Preussen Eberswalde                   | Werderaner FC Viktoria 1920              | SG Union Klosterfelde                    |
| SV Falkensee-Finkenkrug                  | FC Eisenhüttenstadt                      |                                          |

| ▲Aufsteiger aus der Landesliga 2017/18 | ▲Aufsteiger aus der Landesliga 2017/18 |
| -------------------------------------- | -------------------------------------- |
| SV Blau-Weiß Petershagen-Eggersdorf    | BSC Preußen 07 Blankenfelde-Mahlow     |

## Spielstätten
Die Spielstätten sind nach den Kapazitäten sortiert.
| Logo | Verein                              | Stadion                        | Standort               | Kapazität |
| ---- | ----------------------------------- | ------------------------------ | ---------------------- | --------- |
|      | 1. FC Frankfurt                     | Stadion der Freundschaft       | Frankfurt (Oder)       | 12.000    |
|      | FC Eisenhüttenstadt                 | Stadion der Hüttenwerker       | Eisenhüttenstadt       | 10.000    |
|      | Märkischer SV 1919 Neuruppin        | Volksparkstadion               | Neuruppin              | 5.000     |
|      | SV Victoria Seelow                  | Sparkassen-Arena               | Seelow                 | 5.000     |
|      | FV Preussen Eberswalde              | Westend-Stadion                | Eberswalde             | 4.000     |
|      | BSC Preußen 07 Blankenfelde-Mahlow  | Sportplatz Beethovenstraße     | Blankenfelde-Mahlow    | 4.000     |
|      | Werderaner FC Viktoria 1920         | Arno-Franz-Sportplatz          | Werder (Havel)         | 3.000     |
|      | TSG Einheit Bernau                  | Sportplatz am Wasserturm       | Bernau bei Berlin      | 3.000     |
|      | SV Grün-Weiß Lübben                 | Stadion der Völkerfreundschaft | Lübben (Spreewald)     | 3.000     |
|      | SV Grün-Weiß Brieselang             | Fichte-Sportplatz              | Brieselang             | 3.000     |
|      | FSV Bernau                          | Sportplatz Rehberge            | Bernau bei Berlin      | 2.500     |
|      | SV Blau-Weiß Petershagen-Eggersdorf | Waldsportplatz                 | Petershagen/Eggersdorf | 2.500     |
|      | Oranienburger FC Eintracht 1901     | Orafol-Arena                   | Oranienburg            | 2.200     |
|      | TuS 1896 Sachsenhausen              | ELGORA-Stadion                 | Sachsenhausen          | 2.100     |
|      | SV Falkensee-Finkenkrug             | Sportplatz Leistikowstraße     | Falkensee              | 2.000     |
|      | SG Union Klosterfelde               | Sportplatz an der Mühlenstraße | Klosterfelde           | 2.000     |

## Abschlusstabelle
| Pl. | Verein                                  | Sp. | S  | U  | N  | Tore    | Diff. | Punkte | Anm. |
| --- | --------------------------------------- | --- | -- | -- | -- | ------- | ----- | ------ | ---- |
| 1.  | SV Victoria Seelow (A)                  | 30  | 20 | 3  | 7  | 084:400 | +44   | 63     | ▲    |
| 2.  | Märkischer SV 1919 Neuruppin            | 30  | 19 | 3  | 8  | 074:370 | +37   | 60     |      |
| 3.  | 1. FC Frankfurt (A)                     | 30  | 18 | 6  | 6  | 068:370 | +31   | 60     |      |
| 4.  | TSG Einheit Bernau                      | 30  | 17 | 4  | 9  | 072:450 | +27   | 55     |      |
| 5.  | TuS 1896 Sachsenhausen                  | 30  | 15 | 9  | 6  | 053:320 | +21   | 54     |      |
| 6.  | Oranienburger FC Eintracht 1901         | 30  | 16 | 6  | 8  | 051:340 | +17   | 54     |      |
| 7.  | FSV Bernau                              | 30  | 15 | 7  | 8  | 059:450 | +14   | 52     |      |
| 8.  | SG Union Klosterfelde                   | 30  | 11 | 8  | 11 | 057:590 | −2    | 41     |      |
| 9.  | Werderaner FC Viktoria 1920             | 30  | 9  | 10 | 11 | 042:460 | −4    | 37     |      |
| 10. | SV Blau-Weiß Petershagen-Eggersdorf (N) | 30  | 10 | 5  | 15 | 045:500 | −5    | 35     |      |
| 11. | SV Grün-Weiß Lübben                     | 30  | 10 | 5  | 15 | 049:620 | −13   | 35     |      |
| 12. | FV Preussen Eberswalde                  | 30  | 9  | 4  | 17 | 047:700 | −23   | 31     |      |
| 13. | SV Falkensee-Finkenkrug                 | 30  | 7  | 5  | 18 | 039:710 | −32   | 26     |      |
| 14. | FC Eisenhüttenstadt                     | 30  | 7  | 5  | 18 | 035:730 | −38   | 26     |      |
| 15. | BSC Preußen 07 Blankenfelde-Mahlow (N)  | 30  | 7  | 4  | 19 | 030:600 | −30   | 25     | ▼    |
| 16. | SV Grün-Weiß Brieselang (A)             | 30  | 6  | 4  | 20 | 041:850 | −44   | 22     | ▼    |

| (A) | Absteiger aus der Oberliga Nordost 2017/18 |
| (N) | Aufsteiger aus der Landesliga 2017/18      |

## Kreuztabelle
Die Kreuztabelle stellt die Ergebnisse aller Spiele dieser Saison dar. Die Heimmannschaft ist in der linken Spalte, die Gastmannschaft in der oberen Zeile aufgelistet.
| 2018/19                             | SV Victoria Seelow | 1. FC Frankfurt | SV Grün-Weiß Brieselang | TuS 1896 Sachsenhausen | TSG Einheit Bernau | Märkischer SV 1919 Neuruppin | FSV Bernau | SV Grün-Weiß Lübben | Oranienburger FC Eintracht 1901 | FV Preussen Eberswalde | Werderaner FC Viktoria 1920 | SG Union Klosterfelde | SV Falkensee-Finkenkrug | FC Eisenhüttenstadt | SV Blau-Weiß Petershagen-Eggersdorf | BSC Preußen 07 Blankenfelde-Mahlow |
| ----------------------------------- | ------------------ | --------------- | ----------------------- | ---------------------- | ------------------ | ---------------------------- | ---------- | ------------------- | ------------------------------- | ---------------------- | --------------------------- | --------------------- | ----------------------- | ------------------- | ----------------------------------- | ---------------------------------- |
| SV Victoria Seelow                  |                    | 3:0             | 4:0                     | 3:1                    | 1:2                | 0:5                          | 2:2        | 5:1                 | 0:2                             | 4:1                    | 1:0                         | 3:1                   | 5:0                     | 2:3                 | 4:1                                 | 6:0                                |
| 1. FC Frankfurt                     | 2:4                |                 | 6:0                     | 4:1                    | 1:0                | 0:1                          | 1:1        | 4:2                 | 1:1                             | 3:1                    | 2:0                         | 3:1                   | 1:1                     | 4:0                 | 3:0                                 | 3:0                                |
| SV Grün-Weiß Brieselang             | 3:1                | 2:3             |                         | 0:1                    | 0:1                | 1:5                          | 1:3        | 0:2                 | 0:5                             | 1:6                    | 3:3                         | 4:2                   | 1:1                     | 1:5                 | 1:6                                 | 0:2                                |
| TuS 1896 Sachsenhausen              | 0:0                | 5:1             | 2:1                     |                        | 1:0                | 1:1                          | 1:2        | 1:1                 | 0:2                             | 4:0                    | 2:2                         | 4:1                   | 3:1                     | 5:1                 | 3:0                                 | 1:3                                |
| TSG Einheit Bernau                  | 1:3                | 0:3             | 5:3                     | 1:2                    |                    | 3:1                          | 3:1        | 2:3                 | 3:2                             | 9:1                    | 3:4                         | 2:2                   | 6:3                     | 6:0                 | 1:1                                 | 4:0                                |
| Märkischer SV 1919 Neuruppin        | 2:1                | 2:1             | 6:0                     | 0:1                    | 1:2                |                              | 0:2        | 4:1                 | 2:0                             | 2:0                    | 3:1                         | 1:1                   | 2:1                     | 5:1                 | 3:1                                 | 2:1                                |
| FSV Bernau                          | 2:2                | 1:1             | 2:0                     | 2:3                    | 2:0                | 3:1                          |            | 2:1                 | 3:1                             | 3:1                    | 1:1                         | 2:4                   | 2:0                     | 4:0                 | 0:1                                 | 3:5                                |
| SV Grün-Weiß Lübben                 | 1:6                | 0:2             | 1:4                     | 0:1                    | 0:2                | 3:2                          | 2:2        |                     | 1:2                             | 4:1                    | 2:4                         | 7:1                   | 1:0                     | 2:1                 | 2:2                                 | 3:1                                |
| Oranienburger FC Eintracht 1901     | 1:2                | 3:0             | 3:2                     | 1:0                    | 2:2                | 0:2                          | 4:0        | 2:1                 |                                 | 1:3                    | 0:1                         | 1:1                   | 2:2                     | 1:1                 | 0:2                                 | 1:0                                |
| FV Preussen Eberswalde              | 2:3                | 3:5             | 2:1                     | 0:0                    | 1:2                | 1:5                          | 0:4        | 0:2                 | 0:2                             |                        | 1:0                         | 3:3                   | 3:1                     | 2:2                 | 0:0                                 | 6:0                                |
| Werderaner FC Viktoria 1920         | 0:3                | 1:1             | 1:2                     | 0:1                    | 2:2                | 5:3                          | 1:2        | 1:3                 | 0:0                             | 1:0                    |                             | 1:1                   | 2:0                     | 1:4                 | 1:1                                 | 0:0                                |
| SG Union Klosterfelde               | 5:3                | 1:1             | 2:2                     | 2:2                    | 0:2                | 1:5                          | 3:1        | 3:0                 | 1:2                             | 4:2                    | 0:2                         |                       | 4:0                     | 2:1                 | 3:0                                 | 3:1                                |
| SV Falkensee-Finkenkrug             | 1:3                | 0:5             | 3:2                     | 0:4                    | 1:2                | 1:1                          | 0:2        | 4:3                 | 1:3                             | 4:1                    | 0:0                         | 2:0                   |                         | 3:2                 | 2:5                                 | 4:1                                |
| FC Eisenhüttenstadt                 | 0:6                | 2:3             | 1:1                     | 0:0                    | 2:1                | 0:4                          | 1:2        | 0:0                 | 1:3                             | 0:4                    | 1:3                         | 0:2                   | 0:3                     |                     | 1:0                                 | 3:1                                |
| SV Blau-Weiß Petershagen-Eggersdorf | 1:3                | 1:2             | 0:3                     | 1:1                    | 2:3                | 4:1                          | 3:1        | 3:0                 | 1:2                             | 0:1                    | 3:2                         | 1:3                   | 1:0                     | 1:2                 |                                     | 1:2                                |
| BSC Preußen 07 Blankenfelde-Mahlow  | 0:1                | 0:2             | 1:2                     | 2:2                    | 0:2                | 0:2                          | 2:2        | 0:0                 | 1:2                             | 0:1                    | 1:2                         | 1:0                   | 4:0                     | 1:0                 | 0:2                                 |                                    |

## Statistiken

### Torschützenliste
| Pl. | Spieler                | Mannschaft             | Tore |
| --- | ---------------------- | ---------------------- | ---- |
| 1.  | Chinonso Solomon Okoro | FV Preussen Eberswalde | 20   |
| 2.  | Lukas Bianchini        | SG Union Klosterfelde  | 19   |
| 3.  | Robert Budzalek        | SV Victoria Seelow     | 18   |
| 4.  | Artur Aniol            | 1. FC Frankfurt        | 17   |
| 5.  | Maximilian Walter      | TSG Einheit Bernau     | 16   |

### Zuschauertabelle
Die Zuschauertabelle zeigt die besuchten Heimspiele an. Die Reihenfolge ist nach der Zuschaueranzahl sortiert.
| Pl.    | Verein | Verein                              | Zuschauer | ø pro Spiel | Auslastung |
| ------ | ------ | ----------------------------------- | --------- | ----------- | ---------- |
| 01.    |        | TuS 1896 Sachsenhausen              | 3.774     | 252         | 12 %       |
| 02.    |        | Oranienburger FC Eintracht 1901     | 3.318     | 221         | 10,1 %     |
| 03.    |        | SG Union Klosterfelde               | 2.951     | 197         | 9,8 %      |
| 04.    |        | SV Blau-Weiß Petershagen-Eggersdorf | 2.447     | 163         | 6,5 %      |
| 05.    |        | SV Victoria Seelow                  | 2.395     | 160         | 3,2 %      |
| 06.    |        | 1. FC Frankfurt                     | 2.184     | 146         | 1,2 %      |
| 07.    |        | SV Falkensee-Finkenkrug             | 2.155     | 144         | 7,2 %      |
| 08.    |        | FV Preussen Eberswalde              | 2.084     | 139         | 3,5 %      |
| 09.    |        | Märkischer SV 1919 Neuruppin        | 1.866     | 124         | 2,5 %      |
| 10.    |        | FSV Bernau                          | 1.708     | 114         | 4,6 %      |
| 11.    |        | FC Eisenhüttenstadt                 | 1.678     | 112         | 1,1 %      |
| 12.    |        | TSG Einheit Bernau                  | 1.582     | 105         | 3,5 %      |
| 13.    |        | Werderaner FC Viktoria 1920         | 1.249     | 83          | 2,8 %      |
| 14.    |        | SV Grün-Weiß Brieselang             | 1.212     | 81          | 2,7 %      |
| 15.    |        | SV Grün-Weiß Lübben                 | 1.117     | 74          | 2,5 %      |
| 16.    |        | BSC Preußen 07 Blankenfelde-Mahlow  | 929       | 62          | 1,5 %      |
| Gesamt | Gesamt | Gesamt                              | 33.547    | 140         | 49 %       |